# Hessentaler Todesmarsch

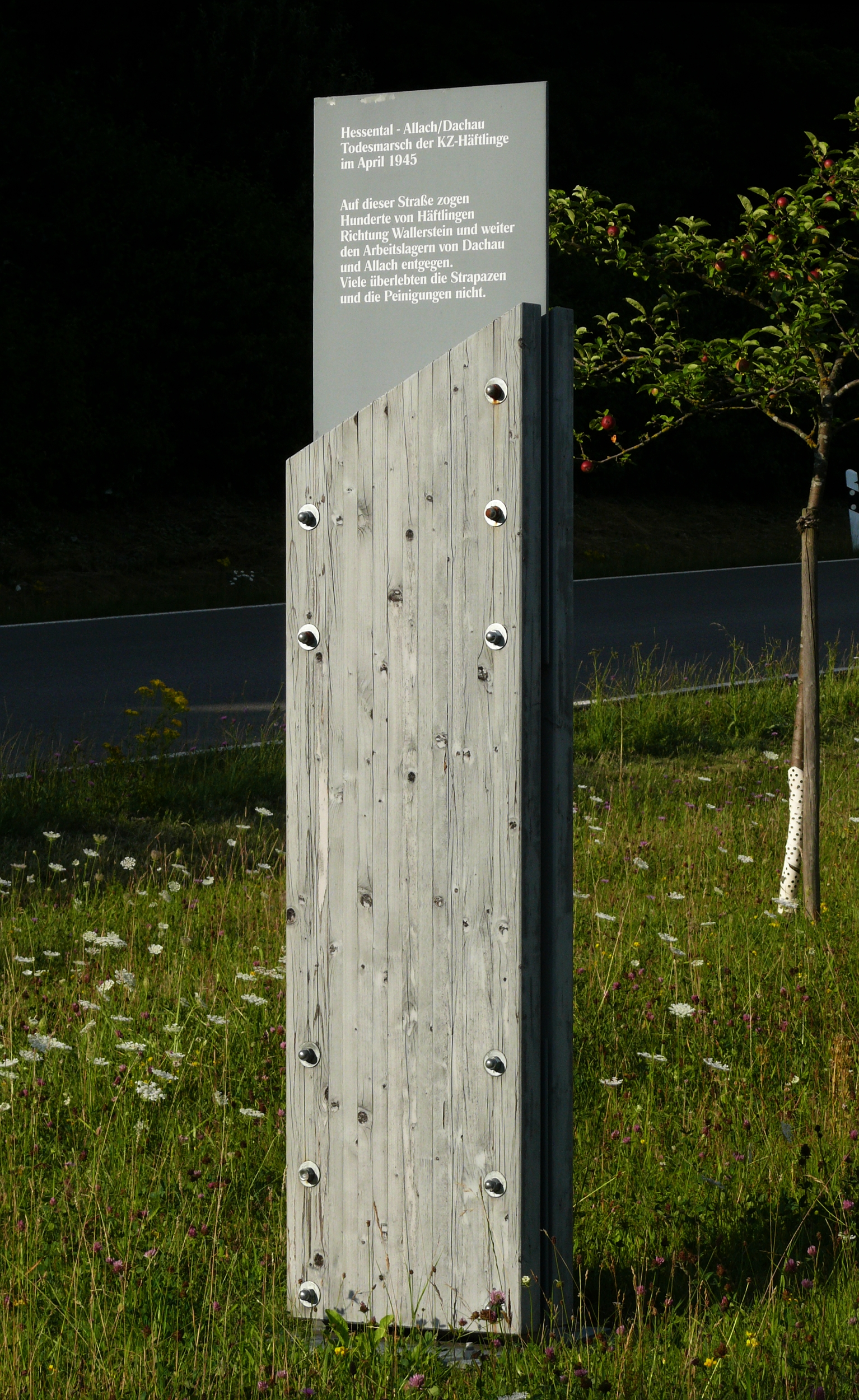
Denkmal bei Rosenberg

Der Hessentaler Todesmarsch war ein Todesmarsch von KZ-Häftlingen im Rahmen der Evakuierung der beiden Außenlager Hessental und Kochendorf des KZ Natzweiler-Struthof im April 1945, der aufgrund von Hunger, Krankheiten, Erschöpfung, Misshandlungen und Morden zahlreiche Opfer forderte.
Als im April 1945 amerikanische Truppen den Rhein überschritten hatten und nach Nordwürttemberg vorstießen, begannen Vorbereitungen zur Räumung des im Schwäbisch Haller Stadtteil Hessental gelegenen Lagers. Nachdem am 3. April Beteiligte des Todesmarschs vom Außenlager Kochendorf im Lager eintrafen, begann am 5. April die Evakuierung unter dem Kommando des SS-Untersturmführers Heinrich Wicker. Die Häftlinge wurden zunächst in Eisenbahnwaggons verladen, die an einen Personenzug nach Crailsheim angehängt wurden. Dieser geriet jedoch bei dem heutigen Schwäbisch Haller Teilort Sulzdorf in einen amerikanischen Tieffliegerangriff, der die Lokomotive schwer beschädigte. Die insgesamt etwa 700 Häftlinge wurden deshalb in zwei Marschkolonnen zu Fuß weiter getrieben. 17 Menschen waren dem Luftangriff zum Opfer gefallen oder wegen Fluchtversuchen oder Marschunfähigkeit von den Wachen erschossen worden. Brutale Misshandlungen, willkürliche Morde, Exekutionen von marschunfähigen Gefangenen sowie Todesfälle durch Hunger und Entkräftung setzten sich über den gesamten Marsch hinweg fort und sind durch eine Fülle von Augenzeugenberichten belegt. Einzelnen Gefangenen gelang die Flucht, teilweise versuchten Zeugen des Geschehens zu helfen. Der Marsch führte über Bühlertann und Rosenberg nach Ellwangen (6. April). 27 hier zurückgelassene Gefangene wurden am 7. April in der Sandgrube von Dalkingen erschossen. Weiter ging der Marsch über Neunheim, wo die SS mindestens 23 Häftlinge ermordete, nach Röhlingen, Zöbingen – wo 42 Tote zurückblieben – und Wallerstein bis Nördlingen, von wo aus man die Überlebenden per Bahn nach Karlsfeld bei München transportierte. Am 11. April wurden sie dort ausgeladen und mussten zu Fuß in das Außenlager München-Allach des Konzentrationslagers Dachau laufen. Hier kamen sie wahrscheinlich am 14. und 15. April 1945 an. Ein Teil der Häftlinge wurde noch weiter in Richtung Alpen verschleppt und dort erst am 30. April durch die Amerikaner befreit. Die Schätzungen über die Gesamtzahl der Opfer schwanken zwischen 50 und 300, am wahrscheinlichsten ist eine Anzahl von 150 bis 200. Heinrich Wicker wurde wahrscheinlich nach der Befreiung des KZ Dachau durch US-Soldaten erschossen. Entlang der Route erinnern heute mehrere Denkmäler an die Opfer des Todesmarschs.
Weitere Todesmärsche von KZ-Häftlingen, die die Region Schwäbisch Hall und Hohenlohe berührten, waren der Kochendorfer Todesmarsch und der Neckarelzer Todesmarsch.

## Einzelbelege
1. ↑  Inschrift auf dem Denkmal bei Rosenberg:
Hessental – Allach/Dachau

Todesmarsch der KZ-Häftlinge im April 1945

Auf dieser Straße zogen

Hunderte von Häftlingen

Richtung Wallerstein und weiter

den Arbeitslagern von Dachau

und Allach entgegen.

Viele überlebten die Strapazen

und die Peinigungen nicht.